# C. Ludwig
Die C. Ludwig GmbH & Co. KG ist ein deutsches Unternehmen mit Sitz in München, das weltweit Kirchenbedarf, christliche Kunst und religiöse Geschenke an kirchliche Institutionen, Amtsträger und Privatpersonen vertreibt. Der Begriff Kirchenbedarf wurde 1942 erstmals von Carl Ludwig verwendet.
Das Unternehmen gilt als Marktführer in Deutschland.

## Geschichte

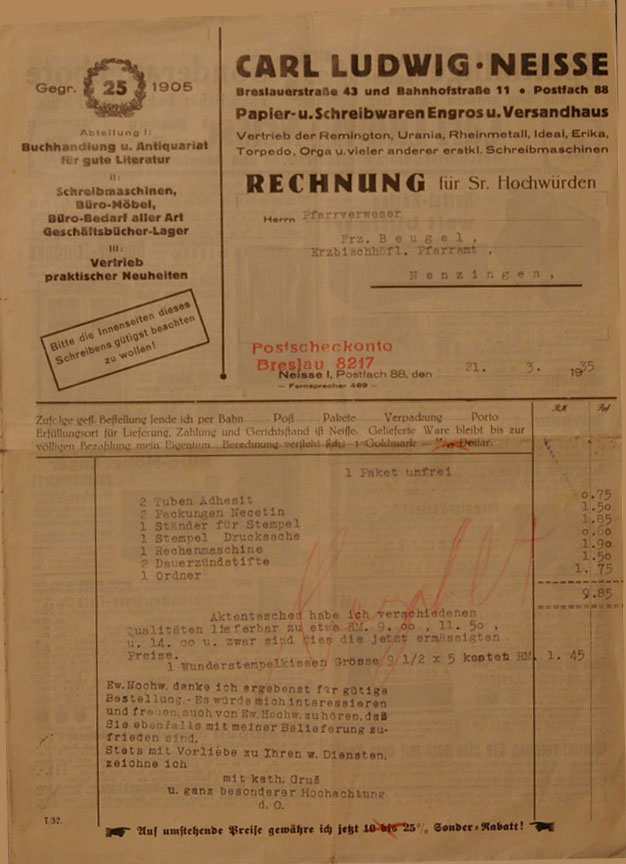
Rechnung des Unternehmens Carl Ludwig, 1905

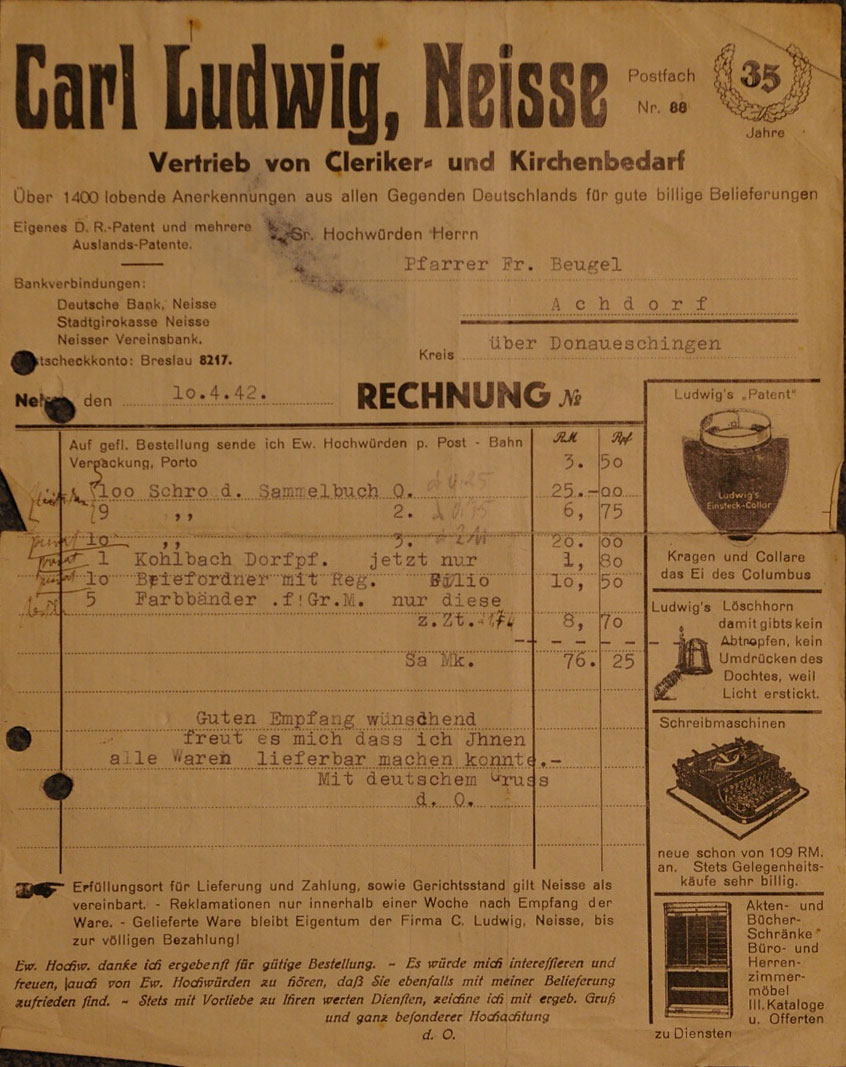
Patent „Collar“

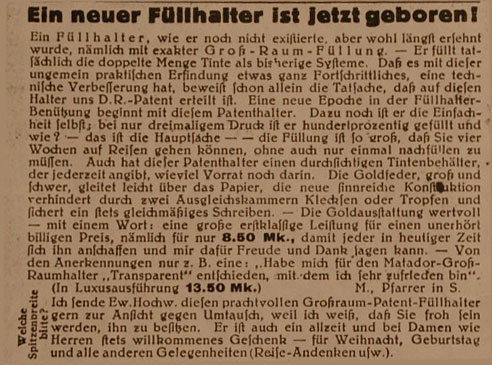
Zeitungsartikel über den Großraum-Füllhalter

Carl Ludwig (* 9. März 1879 in Langenbrück, Schlesien) machte eine Lehre als Kaufmann und Buchhändler. Am 1. Oktober 1905 erfolgte die Gründung des Unternehmens in der überwiegend katholisch geprägten Mittelstadt Neisse, in der mehrere Kirchen und Ordensniederlassungen bestanden. Als Gründungstag wählte Ludwig den Beginn des Rosenkranz- und Marienmonats im kirchlichen Festjahreskalender.
Zunächst bestand das Unternehmen aus 3 Abteilungen. Die Abteilung 1 firmierte als „Buchhandlung und Antiquariat für gute Literatur“, Abteilung 2 als „Schreibmaschinen, Büro-Möbel, Büro-Bedarf aller Art, Geschäftsbücher-Lager“, in Abteilung 3 befand sich der „Vertrieb praktischer Neuheiten“.
Das Warenangebot wurde entsprechend den Bedürfnissen für den Bürobetrieb der Pfarrämter erweitert (vom Kuvert über Schreibmaschinen bis zu Büromöbeln). Ludwig erweiterte die Produktpalette um Artikel, die beim Gottesdienst und in der Sakristei benötigt wurden. Darüber hinaus erwarb Carl Ludwig durch persönliche Kontakte Kenntnisse über die Pflichtkleidung, den Kragen und das Collar, für die er Patente anmeldete.
Im Jahre 1922 begann Ludwig, seine Ware über den Versandhandelsweg zu den Kunden zu bringen. Seine Kunden gewann er über Inserate. Im Zweiten Weltkrieg wurde die zur Festungsstadt erklärte Stadt Neisse weitgehend zerstört. Auch das Anwesen von Carl Ludwig, in dem sich Lager und Versandgeschäft befanden, wurde ausgebombt. Zum Ende des Zweiten Weltkrieges floh die Familie Ludwig nach München, wo sie im Jahre 1952 ein neues Geschäft eröffnete.
Im Jahre 1956 übernahm der Sohn Karl-Heinz Ludwig das Unternehmen und eröffnete 1959 ein Stadtgeschäft im Münchner Stadtzentrum neben dem Erzbischöflichen Ordinariat. Durch den Eucharistischen Weltkongress von 1960, der in München stattfand, und das von 1962 bis 1965 in Rom tagende Zweite Vatikanische Konzil wurde der Umsatz des Unternehmens erhöht. Der Grund dafür lag in den Neuerungen, die im Ablauf der liturgischen Messfeier beschlossen wurden, so dass kirchliche Einrichtungen neue Altargeräte und neues Mobiliar einkauften.
Karl-Heinz Ludwig strebte die Ausweitung des Absatzgebietes an und setzte auf überregionale Werbung mit Prospekten und Katalogen. Ab 1960 wurden die ersten Prospekte an Pfarrämter verschickt, 1964 erschien der erste größere Katalog mit 40 Seiten, der in 18.000 Exemplaren gedruckt und versendet wurde. Die Jahreskataloge bewirkten einen hohen Bekanntheitsgrad in kirchlichen Kreisen in der Bundesrepublik und wurden später auch in das benachbarte deutschsprachige Ausland versandt.
Am 22. Juli 1964 verstarb der Firmengründer Carl Ludwig. Anlässlich des 75-jährigen Unternehmensjubiläums wurden die Kataloge ab 1980 im 4-Farben-Druck gestaltet. Im Jahre 1987 trat Karl-Heinz Ludwigs Sohn, der Diplom-Betriebsökonom Thomas Ludwig, in dritter Generation in das Unternehmen ein. In dieser Zeit wurde die Auftragsbearbeitung auf Computer umgestellt.

## C. Ludwig heute
Das Unternehmen erweiterte anlässlich des als Jubiläumsjahr der Christenheit gefeierten Jahres 2000 seinen Versandkatalog „Kirchliches Kunsthandwerk“ auf 420 Seiten Umfang. Im selben Jahr kaufte C. Ludwig den ehemaligen päpstlichen Hoflieferanten Josef Janauschek in Wien auf. Im Jahre 2001 wurde der Internetverkauf begonnen. Im Jahre 2003 wurde das Unternehmen in eine GmbH & Co. KG umgeformt. Karl-Heinz Ludwig und sein Sohn Thomas Ludwig sind Gesellschafter.
Inzwischen wird der Onlineshop in deutscher und demnächst in englischer Sprache betrieben. Das Unternehmen akzeptiert als Währung außer dem Euro auch den US-Dollar und erreicht Kunden bis Asien.
Über das Unternehmen C. Ludwig wurde und wird verschiedentlich in den Medien berichtet; insbesondere anlässlich des 100-jährigen Firmenjubiläums im Jahr 2005 gab es mehrere Presseberichte.

## Entwicklungen und Patente (Auswahl)
- Kragen und Collar: Carl Ludwig entwickelte einen Dauerkragen aus Celluloid, der den seinerzeit üblichen aus Reinleinen gefertigten, pflegeaufwändigen und in der Passform mangelhaften Priesterkrägen überlegen sein sollte. Das vom Unternehmen Schildkröt entwickelte Material Celluloid war bruchfest, abwaschbar, farbecht und hygienisch. Dieser Dauerkragen war so konzipiert, dass Collar und Kragen eine haltbare Verbindung mit Hilfe eines Einstecksystems eingingen, die ein Verrutschen verhinderte. Es folgten weitere Verbesserungen, so dass mehrere Patente angemeldet wurden. Insgesamt erhielt Carl Ludwig im In- und Ausland acht Patente, darunter das Deutsche Reichs-Patent.

- Großraum-Füllhalter: Das System der Großraum-Füllung der Füllhalter ermöglichte die Aufnahme der doppelten Tintenmenge im Vergleich zu früheren Systemen und erlaubte damit eine längere Bedienung ohne Wiederauffülen. Der Füllhalter erhielt ebenfalls das Deutsche Reichs-Patent.

- Wendekasel und Wendedalmatik: liturgische Gewänder, die auf jeder Seite eine andere liturgische Farbe zeigen, wurden auf der Messe Ecclesia im März 2008 erstmals präsentiert. Diese Form des Messgewandes soll Anschaffungskosten und Platzbedarf vermindern. Sie ist inzwischen europaweit gebrauchsmustergeschützt.